# Мирадоло (Торино)
Мирадоло је насеље у Италији у округу Торино, региону Пијемонт.
Према процени из 2011. у насељу је живело 656 становника. Насеље се налази на надморској висини од 384 м.